# Carlowrightia ecuadoriana
Carlowrightia ecuadoriana là một loài thực vật có hoa trong họ Ô rô. Loài này được T.F.Daniel & Wassh. mô tả khoa học đầu tiên năm 1993.